# نظام لندن
نظام لندن هو نظام أفتتاح في لعبة الشطرنج حيث يفتح الابيض بـِ 1.d4 ويطور الفيل ذو المربع الداكن إلى f4، ثم يدعم البيدق d4 بالبيادق على e3 وc3. تم تطوير الفيل الآخر إلى d3 (أو أحيانًا e2) وأحصنة عادةً إلى f3 وd2. غالبًا ما يؤدي هذا الإعداد إلى لعبة مغلقة. يمكن استخدام نظام لندن ضد أي دفاع أسود تقريبًا، وبالتالي يشتمل على مجموعة أصغر من النظرية الافتتاحية مقارنة بالعديد من الافتتاحيات الأخرى. على الرغم من أنه يتمتع بسمعة طيبة باعتباره افتتاحًا قويًا، فقد واجه نظام لندن انتقادات بسبب طبيعته المملة وافتقاره إلى اللعب الديناميكي.
يمكن أن يتناقض التطور السريع للفيل ذو المربع الداكن في نظام لندن مع نظام كولي، حيث يظل فيل الملكة عادةً على c1 خلال المرحلة الافتتاحية من اللعبة.

## تاريخ
كان البريطاني الأمريكي جيمس ماسون أول لاعب على مستوى أستاذ يستخدم نظام لندن بانتظام، بما في ذلك في بطولة فيينا القوية عام 1882 (التي احتل فيها المركز الثالث) وفي وقت لاحق في البطولات في لندن (1883) ونيويورك (1889). لم يلق الافتتاح رواجًا، وحظي بظهور محدود في لعب الأساتذة في العقود اللاحقة. ومع ذلك، ظهر بشكل منتظم في ألعاب بعض الأساتذة، بما في ذلك إف جيه لي وجوزيف هنري بلاكبيرن وأكيبا روبنشتاين.
اشتق اسم نظام لندن من ظهور الافتتاحية مرة أخرى في سبع مناسبات في بطولة لندن القوية للغاية عام 1922، بما في ذلك في مباريات خوسيه راؤول كابابلانكا وألكسندر أليخين وأكيبا روبنشتاين. بعد هذه البطولة، ظلت الافتتاحية نادرة في التدريب الرئيسي، لكن سرعان ما أصبح نظام لندن هو الاستجابة القياسيةلأسود ضد افتتاحية ريتي.
على الرغم من أن نظام لندن لا يزال نادرًا في بطولات الأساتذة الكبار ، فقد تم لعبه أحيانًا من قبل لاعبين بما في ذلك بنت لارسن وتوني مايلز وتيمور راجابوف وفلاديمير كرامنيك وفابيانو كاروانا ، وبشكل أكثر تكرارًا من قبل لاعبين مثل جاتا كامسكي وليفون أرونيان وماجنوس كارلسن . خلال القرن الحادي والعشرين، أصبح نظام لندن شائعًا بين لاعبي مستوى العالي بسبب طبيعته القوية وخططه الواضحة وافتقاره إلى الاستجابات العدوانية من قبل الأسود. كانت إحدى أشهر الألعاب في القرن الحادي والعشرين التي استخدمت نظام لندن هي الجولة السادسة من بطولة العالم للشطرنج لعام 2023 بين دينج ليرين وإيان نيبومنياشتشي ، حيث استخدمها دينج للفوز بالقطع البيضاء.